# Grow Up and Blow Away
Grow Up and Blow Away es el tercer álbum de estudio publicado por la banda canadiense Metric. A pesar de ser grabado en el año 2000, no vería la luz hasta el 2007 debido a problemas con la discográfica. Así mismo, esta versión no sería la misma que la que había sido grabada en un principio: algunas canciones fueron eliminadas y otras modificadas.

## Canciones
| N.º | Título                               | Duración |  |
| 1.  | «Grow Up and Blow Away»              | 4:13     |  |
| 2.  | «Hardwire»                           | 4:42     |  |
| 3.  | «Rock Me Now»                        | 3:51     |  |
| 4.  | «The Twist»                          | 3:36     |  |
| 5.  | «On The Sly»                         | 3:58     |  |
| 6.  | «Soft Rock Star»                     | 4:00     |  |
| 7.  | «Raw Sugar»                          | 3:38     |  |
| 8.  | «White Gold»                         | 4:09     |  |
| 9.  | «London Halflife»                    | 2:41     |  |
| 10. | «Soft Rock Star (Jimmy vs. Joe Mix)» | 4:24     |  |